# Mike Murdock
Mike Murdock è un personaggio dei fumetti Marvel appartenente alla serie di Daredevil. Inizialmente un semplice alias di Matt Murdock diviene successivamente un individuo vero e proprio, suo fratello gemello.

## Storia editoriale
L'identità fittizia "Mike Murdock" viene introdotta da Stan Lee nell'albo 25 (dicembre 1966) della serie regolare dedicata a Matthew Murdock dando inizio ad una trama che si risolve nell'albo 41 (aprile 1968). Nell'agosto del 2018 lo sceneggiatore Charles Soule lo riprende introducendolo come personaggio vero e proprio nell'albo 606 per poi venire ulteriormente approfondito da Chip Zdarsky a partire dal Daredevil Annual del 2020.

## Biografia
L'identità fittizia
Il frammento
Il gemello di Matthew Murdock

## Altri media
Nella seconda puntata della prima stagione della serie Netflix Daredevil, Claire Temple ignorando il vero nome di Matthew Murdock decide di riferirsi a lui con il nome "Mike".